# Lindita
Linda Halimi, meglio nota come Lindita (Vitina, 24 marzo 1989), è una cantante kosovara, vincitrice dell 55º Festivali i Këngës con il brano Botë, rappresentando poi l'Albania all'Eurovision Song Contest 2017 con il brano World, traduzione inglese del precedente, classificandosi 14ª nella prima semifinale.

## Biografia
Lindita è divenuta famosa grazie alla sua partecipazione a Ethet, la versione albanese del franchising Pop Idol. Nel 2009 ha vinto la sesta edizione del festival musicale Top Fest con la canzone Ëndërroja.
Nel 2013 si è trasferita negli Stati Uniti, dove nel 2016 ha sostenuto le audizioni per la quindicesima e ultima edizione dell'American Idol, non riuscendo tuttavia a piazzarsi fra i primi 24.
Lindita ha partecipato al Festivali i Këngës, il principale festival musicale albanese, due volte: nel 2014, cantando S'të fal e piazzandosi terza con 45 punti, e nel 2016, con la canzone Botë, che con 85 punti le ha garantito la vittoria. Questo le ha concesso il diritto di rappresentare l'Albania all'Eurovision Song Contest 2017, che si è tenuto a Kiev, in Ucraina dove però non è riuscita a passare la prima semifinale arrivando solo 16ª. Al contest Lindita ha cantato la versione in lingua inglese di Botë, World.

## Discografia

### Singoli
- 2014 – S'të fal
- 2016 – Nuk të dorëzohem (con Erti Hizmo)
- 2016 – Botë
- 2018 – Murda
- 2019 – Want My Love